# St-Pierre (Abitain)

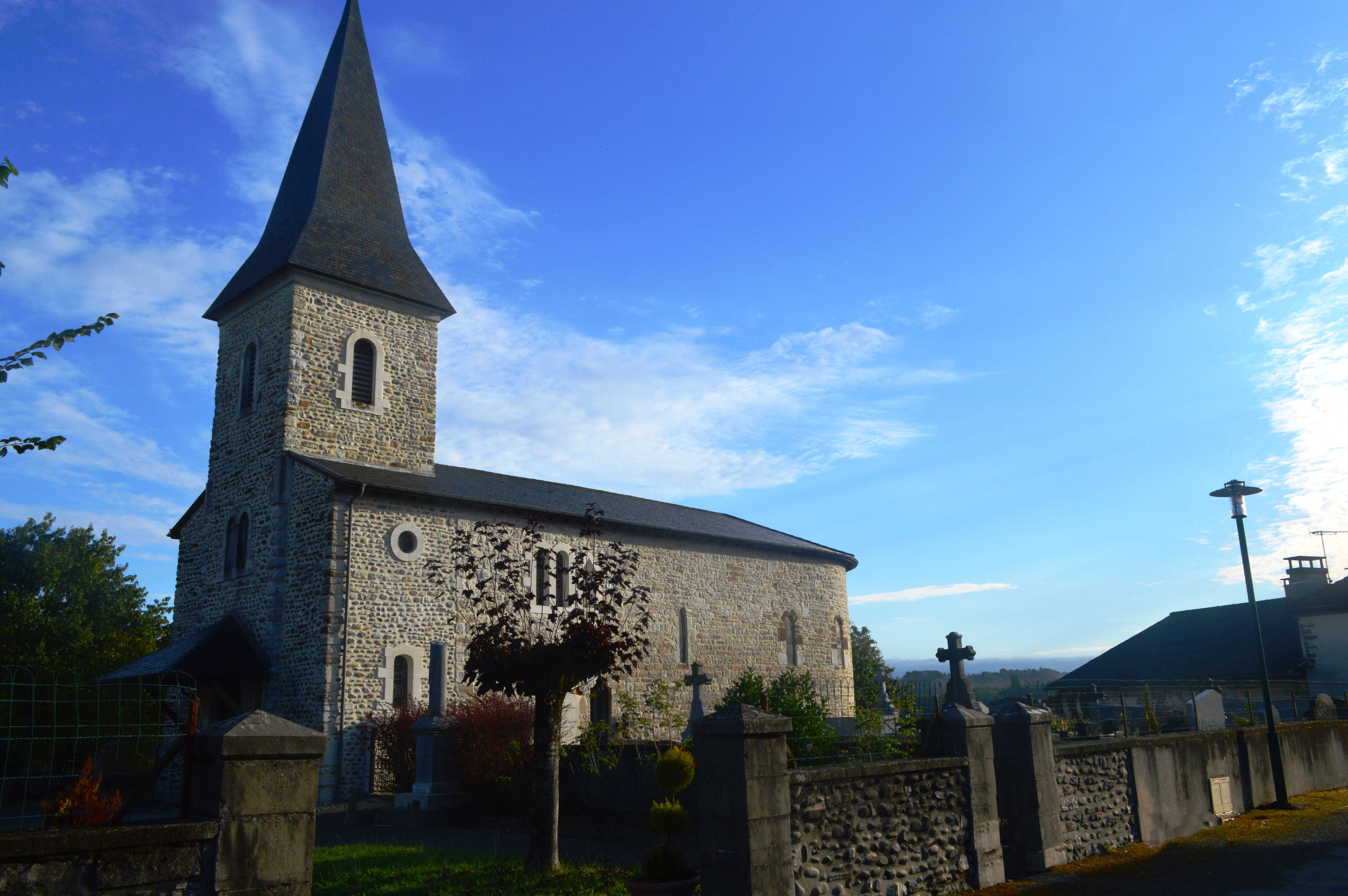
Kirche Saint-Pierre in Abitain

Die katholische Pfarrkirche Saint-Pierre in Abitain, einer französischen Gemeinde im Département Pyrénées-Atlantiques in der Region Nouvelle-Aquitaine, wurde ursprünglich im 13. Jahrhundert erbaut und 1894/95 erneuert. 
Die dem Apostel Petrus geweihte Kirche war ursprünglich die Kapelle der Äbte des während der Revolution aufgehobenen Laienklosters. Das Abtsgebäude, das 1838 zerstört wurde, war an die Kirche angebaut. 
In den Jahren 1894/95 wurde die Kirche vollständig erneuert. Das Mauerwerk besteht aus Bruchstein, teils mit Eckquaderung, das Dach ist mit Schiefer gedeckt. An der Westfassade befinden sich zwei Bleiglasfenster der Glasmalerei Mauméjean, die damals eingebaut wurden. Im Jahr 1926 wurde der 1924 eingestürzte Glockengiebel durch einen Glockenturm ersetzt.